# 舒马赫 (姓氏)
舒马赫（英語：Schumacher)，又譯舒玛赫，可以指：
- 迈克尔·舒马赫（德語：Michael Schumacher）：退休的德國一級方程式賽車手
- 哈拉德·舒马赫（德語：Harald Anton Schumacher）：德國守門員
- 米克·舒马赫（德語：Mick Schumacher）：德國賽車手
- 拉夫·舒馬赫（德語：Ralf Schumacher）：德國一級方程式賽車手
- 达维德·舒马赫（德語：David Schumacher）：德國賽車手
- 乔·舒马赫（英語：Joel T. Schumacher）：美國電影導演、編劇和製片人
- 科斯坦丁·舒马赫（羅馬尼亞語：Constantin Schumacher）：羅馬尼亞職業足球運動員
- 科内利乌斯·舒马赫（德語：Cornelius Schumacher）：德國開源軟件開發商
- 海因里希·克里斯蒂安·舒马赫（德語：Heinrich Christian Schumacher）：德國-丹麥天文學家
- 科里·舒马赫（英語：Cori Schumacher）：美國女子長板冲浪選手
- 布拉德·舒马赫（英語：Brad Schumacher）：美國男子游泳運動員和水球運動員
- 金特·舒马赫（德語：Günther Schumacher）：德國男自行車手

|  | 本页或本分段罗列了姓氏为「舒马赫 (姓氏)」的人物。 如果是一个指代特定个人的内链将您引导到本页，請考慮修正該人物的名字以將链接指向正確的條目。 |